# الصف (الجيزة)
مدينة الصف : هو مركز ومدينة يقع جنوب حلوان بحوالي 30 كيلو متر يشتمل على أكثر من 30 قرية وعرب وكفر و يتبع محافظة الجيزة على الرغم من وقوعه على الشاطئ الشرقي لنهر النيل مقابل مركز العياط ويحد المركز من جهة الشمال منطقة ومدينة التبين ومن الجنوب مركز أطفيح ومن الغرب نهر النيل ومن الشرق صحراء البحر الأحمر، ومما يشتهر به مركز الصف مصانع الطوب الطفلي التي تنتشر فيه بصورة كبيرة فوق منطقة الصف وقرية أسكر والودي وعرب أبو ساعد وكذلك يشتهر المركز بمناطقه الزراعية ومصانعه المتعددة والذي من أشهرها مصنع سورناجا الذي كان يصنع الفخار والقيشاني وجميع أعمال الصيني من أطباق وفناجين مع الرسومات والزخرفة عليها. ومن أشهر المناطق بمركز الصف
- مدينة الصف
- قرية الصف البلد
- قرية غمازه الكبرى
- قربة الاخصاص
- قرية الشوبك الشرقي
- كفر طرخان
- قرية أسكر
- قرية الودي
- قرية الأقواز والفهميين
- ونزلة عليان
- وقرية الشرفا
- وقرية الديسمي

وغيرها من القرى.
ومعظم القرى ومناطق المركز تقع على شرق وغرب الطريق الصحراوي للصعيد والذي يربط المركز بالصعيد بالقاهرة وحلوان وكذلك قام الجيش بعمل طريق فوق المركز بحوالي 15 كيلو متر يربط المركز بالقاهرة والطريق الدائري والأوتوستراد فوق القاهرة.
ومما هو مشهور في التاريخ أن النبي موسى ولد بقرية أسكر
وكذلك مما هو مشهور قرية مسجد موسى التي يقال إن بها مسجد كان يتعبد فيها النبي موسى
وكذلك مما هو مشهور أن الصف وبلاده كانت متنزها للملوك والأمراء على مر العصور والأزمان.